# Ê̆
Ê̆ (minuscule : ê̆), appelé E accent circonflexe brève, est une lettre latine utilisée dans l’écriture du jaraï.
Il s’agit de la lettre E diacritée d’un accent circonflexe et d’un brève.

## Représentations informatiques
Le E accent circonflexe brève peut être représenté avec les caractères Unicode suivants : 
- précomposé et normalisé NFC (latin étendu additionnel, diacritiques) :

| formes    | représentations | chaînes de caractères | points de code | descriptions                                                   |
| --------- | --------------- | --------------------- | -------------- | -------------------------------------------------------------- |
| capitale  | Ê̆               | Ê                     | U+00CA U+0306  | lettre majuscule latine e accent circonflexe diacritique brève |
| minuscule | ê̆               | ê                     | U+00EA U+0306  | lettre minuscule latine e accent circonflexe diacritique brève |

- décomposé et normalisé NFD (latin de base, diacritiques) :

| formes    | représentations | chaînes de caractères | points de code       | descriptions                                                               |
| --------- | --------------- | --------------------- | -------------------- | -------------------------------------------------------------------------- |
| capitale  | Ê̆               | E◌̂◌̆                   | U+0045 U+0302 U+0306 | lettre majuscule latine e diacritique accent circonflexe diacritique brève |
| minuscule | ễ               | e◌̂◌̆                   | U+0065 U+0302 U+0306 | lettre minuscule latine e diacritique accent circonflexe diacritique brève |